# Haarlemmermeersche Golfclub
De Haarlemmermeersche Golfclub is een Nederlandse golfclub in Cruquius in de provincie Noord-Holland.
De golfbaan werd in 1986 eerst aangelegd met 9 holes door de toen 38-jarige Ierse golfprofessional Christy O'Conner. In 1997 volgde een uitbreiding door Alan Rijks die er 18 holes bij maakte. De 18 holesbaan heet Leeghwater/Lynden en heeft een par van 73, de Cruquius-baan heeft een par van 68. Naast deze 27 holes is er een negen holesbaan met par 3 (de Bolstrabaan) met korte holes. Het gehele complex ligt in een ecologische zone.

## Trivia
Sinds 2011 wordt er op Hemelvaart het Jeugd Open gespeeld, dat bestaat uit 27 holes. 